# Blüemlisalphorn
Blüemlisalphorn lub Blüemlisalp – szczyt w Alpach Berneńskich, części Alp Zachodnich. Leży w Szwajcarii w kantonie Valais. Należy do głównego łańcucha Alp Berneńskich. Można go zdobyć ze schroniska Blümlisalphütte (2834 m) lub Fründenhütte (2562 m).
Pierwszego odnotowanego wejścia dokonał Leslie Stephen, Melchior Anderegg, R. Liveing, F. Ogi, P. Simond i J. K. Stone 27 sierpnia 1860 r.